# Palimpsesto de León
El palimpsesto de León es un manuscrito pandecto de la Biblia cristiana escrito en latín y conservado en la catedral de León, España. El texto, realizado en vitela, está fragmentado. En algunas partes representa la versión en latín antiguo, mientras que en otras sigue a la Vulgata de Jerónimo. El códice es un palimpsesto. Por su ubicación en León, en ocasiones es denominado Codex Legionensis; pero este nombre se aplica comúnmente a la Biblia Vulgata del siglo X en la Basílica de San Isidoro de León (133 en el sistema Beuron). Tampoco debe confundirse el palimpsesto de León con otro pandecto leonés del siglo X, cuyo segundo volumen se conserva en el archivo catedralicio y es el número 193 del sistema Beuron.

## Descripción
El texto del Nuevo Testamento ha sobrevivido en 40 hojas de códice. Las hojas tienen medidas de 37 por 24 cm. Está escrito en 2 columnas de 38 a 55 líneas por página. Fue escrito con caligrafía semiuncial, en caracteres visigodos. Los fragmentos contienen textos de Santiago 4: 4 - 1 Pedro 3:14; 1 Juan 1 : 5 - 3 Juan 10; Hechos 7 : 27-11: 13; 14: 21-17: 25. Contiene también un fragmento del Libro de los Macabeos. El texto del códice representa una Vulgata con elementos del latín antiguo, especialmente en la Primera epístola de Juan. El texto es cercano al Liber Commicus. El códice también contiene el texto de la Coma joánica (1 Juan 5: 7). Al tratarse de palimpsesto, podía sobrescribirse. El texto superior más reciente contiene un escrito del siglo X de la traducción de Rufino de Aquilea de la Historia eclesiástica de Eusebio. El libro completo contiene 275 hojas. 
El orden de los libros puede reconstruirse tentativamente: Octateuco, 1-4 Reyes, Profetas, Job, Salmos (iuxta Hebraeos?), Proverbios, Eclesiastés, Cantar de los Cantares, Crónicas (Paralipomenon), 1-2 Esdras, 4 Esdras, Sabiduría, Eclesiástico (Sirach), Ester, Judit, Tobit, 1-2 Macabeos; Evangelios, epístolas paulinas , epístolas católicas, Hechos y Apocalipsis.

## Historia
La suscripción bíblica ha sido datada por FHA Scrivener, Samuel Berger y Bruce M. Metzger en el siglo VII.
Fue descubierto por Rudolf Beer y examinado y descrito por Samuel Berger. También fue examinado por Bonifatius Fischer y Thiele. Fischer editó su texto en 1963.
Se encuentra en el archivo de la Catedral de León, donde está designado como códice 15. El manuscrito se cita en varios textos críticos del Nuevo Testamento griego y latino.